# Serrat de Sant Pere (Navars)
El Serrat de Sant Pere és una serra situada al municipis de Navars, a la comarca catalana del Bages i el de Viver i Serrateix a la comarca del Berguedà, amb una elevació màxima de 637 metres.